# Trish Stewart
Trish Stewart (Hot Springs, 14 de junho de 1946) é uma atriz norte-americana. 
Stewart fez parte do primeiro elenco da novela The Young and the Restless, da CBS, além de ter atuado em seriados como Fantasy Island, Barnaby Jones, CHiPs, Salvage 1, The Love Boat. Também atuou no filme televisivo The Streets of San Francisco e no cinema, no filme Mansion of the Doomed, entre outros trabalhos.